# Narit Taweekul
Narit Taweekul (Nakhon Phanom, 30 ottobre 1983) è un calciatore thailandese, portiere del Bangkok Glass.

## Carriera

### Club
Comincia a giocare al TTM Chiangmai. Nel 2009 si trasferisce al Pattaya United. Nel 2013 viene acquistato dal Bangkok Glass.

### Nazionale
Ha debuttato in Nazionale il 16 febbraio 2007, in Thailandia-Iraq (4-3). Ha partecipato, con la Nazionale, alla Coppa d'Asia 2007. Ha collezionato in totale, con la maglia della Nazionale, 5 presenze.